# Иван Степанович Унковски
Иван Степанович Унковски (на руски: Иван Степанович Унковский) (1681 – 1755) е руски изследовател, пътешественик, географ, генерал-майор.

## Експедиционна дейност
В края на февруари 1722 за дипломатически преговори с Джунгарското ханство и със задача за търсене на речни пътища от Сибир за Средна Азия, Петър I изпраща експедиция начело с капитана от артилерията Иван Унковски. В състава на експедицията влизат геодезиста Григорий Путилов и няколко специалисти по минно дело за търсене на златни находища, което предава на дипломатическата мисия характер на научна експедиция.
На 11 април 1722 от Тоболск експедицията се изкачва с лодки по река Иртиш до Семипалатинск и в началото на октомври продължава на югоизток, нагоре по долината на река Чар (ляв приток на Иртиш). Източно от Чар Унковски открива Калбинския хребет (1608 м). През дълбок сняг, отрядът с големи трудности пресича хребета Тарбагатай и река Емел (влива се в езерото Алакол), продължава на юг покрай хребетите Бирликтау и Майлитау и на 25 октомври достига до прохода Джунгарски врата. Оттам в началото на ноември керванът продължава на югозапад по западната част на Джунгария, пресича река Боротала, минава край езерото Сайрам Нур, пресича хребета Борохоро и на 20 ноември достига до река Или, на 81º и.д., където се намира резиденцията на джунгарския хан. Там руското посолство прекарва зимата, а след това около половин година – от края на март до средата на септември 1723, заедно с войските на хана посещава южния склон на хребета Кетмен и горния басейн на река Чарин (Шарин, ляв приток на Или). Почти два месеца (19 юли – 10 септември) Унковски пребивава в басейните на реките Тюп и Джиргалан (вливащи се от изток в езерото Исък Кул). По време на пътуването той безуспешно се опитва да изпълни основната си задача поставена му от Петър I – да убеди хана да приеме руско поданство. След като не успява да получи негово съгласие и за строителството на руски крепости в неговите владения, на 18 септември тръгва обратно и в края на октомври се завръща до река Иртиш.
На базата на малкото събрани географски сведения е съставена карта на доста обширен регион (около 300 хил. км2, приблизително между 44° – 50° с.ш. и 75° – 85° и.д.), опиращи се на редица астрономически наблюдения извършени от Путилов. По този начин, начертаната карта и пътния дневник (издаден под заглавието „Посольство к Зюнгарскому Хан-Тайчжи Цэван-Рабтану капитана артилерии Ивана Унковского...“, публикуван в „Записках ИРГО“ по отделению этнографии. Вып. 2, Спб., 1887, т. Х) дават първото, практическо съвършено ново за европейските географи, достоверно представяне на източните части на Казахстан и части от Западен Китай.